# Odontocera crocata
Odontocera crocata là một loài bọ cánh cứng trong họ Cerambycidae.